# Greenidea brachyunguis
Greenidea brachyunguis är en insektsart. Greenidea brachyunguis ingår i släktet Greenidea och familjen långrörsbladlöss. Inga underarter finns listade i Catalogue of Life.